# Latouchia maculosa
Espèce
Latouchia maculosa est une espèce d'araignées mygalomorphes de la famille des Halonoproctidae.

## Distribution
Cette espèce est endémique de la province de Prachuap Khiri Khan en Thaïlande,.

## Description
Le mâle holotype mesure 11,6 mm et la femelle paratype 17,4 mm.

## Publication originale
- Decae, Schwendinger & Hongpadharakiree, 2021 : « Descriptions of four new trapdoor spider species in the subfamily Ummidiinae from Thailand (Araneae, Mygalomorphae, Halonoproctidae). » Zootaxa, no 4984(1), p. 300-323.